# David de Pomis
David de Pomis est un médecin et un érudit juif italien, né à Spolète en 1525 et mort à Venise en 1594.

## Biographie
David de Pomis était de la célèbre famille de Pomi, de la tribu de Juda, l’une des quatre qui échurent en partage à l’empereur Titus et qui furent amenées captives à Rome. Il reçut de son père et d’Ezéchiel Alatino, fameux médecin de Todi, les éléments de l’art de guérir. En 1545, il alla se perfectionner à Pérouse, sous un habile professeur, et y prit le degré de docteur en philosophie et en médecine. Brûlant du désir d’exercer son état, il s’établit à Magliano, capitale de la Sabine, durant cinq années. Il servit aussi pendant cinq ans le comte Nicolas Orsini, et le prince Sforza pendant trois. Il partit ensuite pour Rome, où il fut bien accueilli du pape Pie IV, auquel il adressa un discours latin devant un nombreux auditoire , composé de princes et de cardinaux. Malheureusement pour Pomis, ce pontife mourut au bout de huit jours et fut remplacé par Pie V, qui renouvela les décrets de Paul IV contre les juifs, et contraignit David de Pomis de se retirer à Ancône. De nouveaux malheurs l’obligèrent de chercher un asile à Venise. Il y fit imprimer ses ouvrages, et y mourut en 1588, avec la réputation d’un prodige d’érudition rabbinique.

## Œuvres
- Tzemach David (Germe de David), Venise, 1587, in-fol., dédié à Sixte V. Ce dictionnaire, dit Richard Simon, a cela de commode qu’il est rangé sur deux colonnes, dont la première représente les mots hébreux de la Bible, avec leur signification en latin et en italien ; dans l’autre colonne sont les mots de l’hébreu des rabbins, auxquels mots il a donné le nom de dictions étrangères pour les distinguer de ceux qui sont purement hébreux : ce qu’il a aussi accompagné d’une interprétation écrite premièrement en hébreu de rabbin, puis en latin et en italien ; de sorte que, par le moyen de ce dictionnaire, on peut apprendre bien plus aisément le langage des rabbins qu’avec le grand dictionnaire talmudique-rabbinique de Buxtorf, bien que ce dernier ait plus d’étendue (Supplément aux cérémonies des juifs, chap. 15).
- Enarratio brevis de senum affectibus præcavendis atque curandis, Venise, 1588, in-4°. Ce livre est si rare que Bartolocci a douté de son existence. Du reste il renferme des préceptes excellents pour prévenir les incommodités de la vieillesse et pour les soulager.
- De medico hebræo enarratio apologetica, Venise, 1588, in-4°. L’auteur ne se borne point à faire l’apologie du médecin hébreu, il écrit encore celle de toute sa nation, d’une manière diffuse, mais intéressante. C’est le plus rare des ouvrages de David de Pomis. L’abbé de Rossi en parle longuement dans sa Bibliotheca giudaica anticristiana, p. 93, et dans son Dizionario.
- L’Ecclesiaste di Salomone nuovamente dal testo hebreo tradotto, Venise, 1571, in-8°. Le texte est accompagné de notes très-savantes.
- Discorso intorno a l’humana miseria, Venise, 1572, in-8°. David de Pomis a cherché dans ce discours à se distraire des malheurs domestiques auxquels il était en proie, et à se rendre utile à ceux qui, comme lui, auraient à se plaindre des rigueurs de la fortune.
- Brevi discorsi et efficacissimi ricordi per liberare ogni città oppressa dal mal contagioso, Venise, 1577, in-4° ;
- Espositioni sopra Job et sopra Daniele. L’auteur parle du premier de ces ouvrages dans la préface italienne du Tzemach David, et du second dans le discours préliminaire de l’Ecclésiaste ; mais ils n’ont jamais été publiés. Basnage attribue à David de Pomis un traité à la louange de la république de Venise, qui lui avait donné un asile dans ses persécutions, lequel porte pour titre : Che constituzioni Veneziane sono divine, e promesse da Iddio per bocca del profeta di conservare tal santa republica (Histoire des juifs, t. 9, p. 880).